# James Hadley Chase
James Hadley Chase, cuyo verdadero nombre era René Babrazon Raymond, (Londres, 24 de diciembre de 1906 - Corseaux, 6 de febrero de 1985), fue un escritor británico. Escribió también bajo los pseudónimos James L. Docherty, Ambrose Grant, y Raymond Marshall.  

## Biografía
Chase, un londinense hijo de una madre soltera y abandonado a los 5 años, su padre nunca se hizo cargo de él.
Durante la Segunda Guerra Mundial fue piloto de la Royal Air Force, logrando el grado de Líder de Escuadra. Chase editó el periódico de la RAF junto con David Langdon, y muchas de las historias que aparecieron fueron publicadas luego de la guerra en el libro Slipstream. Escribió principalmente novela negra.
Chase se mudó a Francia en 1956 y luego a Suiza en 1961, viviendo en forma apartada en Corseaux-Sur-Vevey, al norte del Lago de Ginebra, desde 1974. Falleció allí, el 6 de febrero de 1985.

## Trabajo como escritor
Tomando como base la cultura de la Gran Depresión en Estados Unidos (1929-1939), la prohibición y el crimen organizado durante este período, y tras leer la novela de James M. Cain El cartero siempre llama dos veces (1934), decidió probar suerte como escritor de novelas de misterio. Había leído previamente libros sobre la gánster americana  Ma Barker y sus hijos, y con la ayuda de mapas y un diccionario, escribió en seis semanas No Orchids for Miss Blandish. El libro tuvo mucha popularidad y se convirtió en uno de los más vendidos de la década. Fue llevado al teatro en el West End de Londres, al cine en 1948 y en 1971 fue reescrito por Robert Aldrich bajo el título The Grissom Gang.
Durante la guerra, Chase se inspiró para escribir su cuento corto The Mirror in Room 22, en el cual también se basó en el género de crimen y suspenso. El cuento está ambientado en una vieja casa, ocupada por los oficiales de un escuadrón. El dueño de la casa se había suicidado en su habitación, y los últimos dos ocupantes de la casa habían sido encontrados con una máquina de afeitar en sus manos y sus gargantas cortadas. El comandante dice que cuando había comenzado a afeitarse delante del espejo, había visto otra cara en el mismo. La aparición tenía la máquina a través de la garganta. El comandante dice "Uso una afeitadora segura, de lo contrario, habría tenido un grave accidente". La historia fue publicada bajo el verdadero nombre del autor en la antología Slipstream, en 1946.
En 1946, Graham Greene, quien era un gran amigo de Chase, seleccionó una de sus novelas, Más mortífero que el hombre (escrita bajo el pseudónimo Ambrose Grant), para publicarla bajo la firma Bloomsbury. 
Chase escribió la mayor parte de sus libros usando un diccionario de jerga americana, mapas detallados, enciclopedias, y libros de referencia sobre los bajos fondos americanos. La mayor parte de los libros estuvieron basados en eventos que ocurrieron en los Estados Unidos, aunque él nunca vivió en ese país, excepto en dos breves visitas a Miami y a Nueva Orleans. En 1943, el autor de novela negra anglo-americano Raymond Chandler declaró que Chase había incluido secciones completas de sus trabajos en Blonde's Requiem. El editor de Chase en Londres, Hamish Hamilton, obligó a Chase a publicar una disculpa en The Bookseller.
En varias de las historias de Chase el protagonista trata de hacerse rico cometiendo un crimen; un fraude de seguros o un robo. Sin embargo, el proyecto falla y termina en un homicidio y una investigación, en la cual el héroe se da cuenta de que nunca tuvo una oportunidad de salir de sus problemas. Las mujeres son generalmente fatales: hermosas, inteligentes y traicioneras; matan sin piedad si tienen que encubrir un crimen. Los argumentos se centran en familias disfuncionales, y el final suele justificar el título del libro. 
A diferencia de las novelas de Agatha Christie, en casi ninguno de los libros el lector tiene que adivinar quién es el asesino. El lector sabe quién es desde el principio, y la trama de los libros radica en que Chase siempre mantiene al lector intrigado, preguntándose "¿qué sucederá ahora?". 
En la mayoría de sus novelas, las mujeres desempeñan papeles importantes. El protagonista se enamora de ellas y asesina para complacerlas y poder conquistarlas. Solo una vez que el crimen está consumado, el protagonista se da cuenta de que ha sido utilizado. 
Chase es muy popular en Asia y en África. También ha tenido mucho éxito en Francia y en Italia, en donde más de veinte de sus libros han sido llevados al cine. La versión cinematográfica de su novela Eva (titulada Eva),  realizada en 1962 por Joseph Losey, fue producida por los hermanos Hakim. En la historia Stanley Baker interpreta a un escritor británico, Tyvian, quien está obsesionado con una fría femme fatale, Eve (Jeanne Moreau). Chase también ha sido muy popular en la Unión Soviética durante los años 1990 a 1993.

## Obras
| Año  | Título                                                                     | Protagonistas                                     |
| ---- | -------------------------------------------------------------------------- | ------------------------------------------------- |
| 1939 | El secuestro de miss Blandish (No orchids for Miss Blandish)               | Dave Fenner Slim Grisson                          |
| 1939 | The Dead Stay Dumb                                                         | John Dillon                                       |
| 1939 | He Wont Need It Now                                                        | Bill Duffy                                        |
| 1940 | Twelve Chinks and a Woman también The Doll's Bad News                      | Dave Fenner                                       |
| 1940 | Una Corona Para Tu Entierro (Lady, Here's Your Wreath)                     | Nick Mason                                        |
| 1941 | Get A Load Of This                                                         |                                                   |
| 1941 | Miss Callaghan Comes To Grief                                              |                                                   |
| 1942 | Con las mujeres nunca se sabe (You never know with women)                  | Floyd Jackson                                     |
| 1944 | Miss Shumway Waves A Wand                                                  | Ross Millan Myra Shumway                          |
| 1944 | Just The Way It Is                                                         | Harry Duke                                        |
| 1945 | Eva                                                                        | Clive Thurston Eve                                |
| 1946 | Más mortífero que el hombre                                                | George Fraser                                     |
| 1946 | I'll Get You For This                                                      | Nick Cain                                         |
| 1946 | Make The Corpse Walk                                                       | Rollo                                             |
| 1946 | Blonde's Requiem                                                           | Mack Spewack                                      |
| 1946 | Last Page                                                                  |                                                   |
| 1947 | No Business Of Mine                                                        | Steve Harmas                                      |
| 1948 | La sangre de la orquídea (The Flesh Of The Orchid)                         | Carol Blandish The Sullivan Brothers              |
| 1948 | Tan confiable como el zorro también Ruthless                               | Edwin Cushman Grace Clark Richard Crane           |
| 1949 | You Never Know With Women                                                  | Floyd Jackson                                     |
| 1949 | You're Lonely When You're Dead                                             | Vic Malloy Paula BensingerÓ Jack Kerman           |
| 1949 | The Paw In The Bottle                                                      | Julie Holland Harry Gleb                          |
| 1950 | Lay Her Among The Lillies                                                  | Vic Malloy Paula Bensinger Jack Kerman            |
| 1950 | Resuelvelo tú mismo (Figure It Out For Yourself también The Marijuana Mob) | Vic Malloy Paula Bensinger Jack Kerman            |
| 1951 | Mallory                                                                    | Martin Corridon                                   |
| 1951 | Strictly For Cash                                                          | Johnny Farrar                                     |
| 1951 | ¿Por qué me elegiste? (Why Pick On Me?)                                    | Martin Corridon                                   |
| 1951 | But A Short Time To Live también The Pickup                                | Harry Ricks Clair Dolan                           |
| 1951 | Entre sombras (In A Vain Shadow)                                           | Frank Mitchell                                    |
| 1952 | The Wary Transgressor                                                      | David Chisholm                                    |
| 1952 | The Fast Buck                                                              | Verne Baird Rico                                  |
| 1952 | The Double Shuffle                                                         | Steve Harmas                                      |
| 1953 | I'll Bury My Dead                                                          | Nick English                                      |
| 1953 | The Things Men Do                                                          | Harry Collins                                     |
| 1953 | This Way For A Shroud                                                      | Paul Conard Vito Ferrari                          |
| 1954 | The Sucker Punch                                                           | Chad Winters                                      |
| 1954 | Tiger By The Tail                                                          | Ken Holland                                       |
| 1954 | Safer Dead                                                                 | Chet Sladen                                       |
| 1954 | Misión en Venecia                                                          | Don Micklem                                       |
| 1955 | Misión en Siena                                                            | Don Micklem                                       |
| 1955 | You've Got It Coming                                                       | Harry Griffin                                     |
| 1956 | Muerte aplazada (There's always a price tag) también Todo tiene precio     | Glyn Nash                                         |
| 1956 | Fruto prohibido (You Find Him, I'll Fix Him)                               | Ed Dawson                                         |
| 1957 | The Guilty Are Afraid                                                      | Lew Brandon                                       |
| 1958 | Peligroso si anda suelto también The Case Of The Strangled Starlet         | Jay Delaney                                       |
| 1958 | Hit And Run                                                                | Chester Scott                                     |
| 1959 | Tratamiento de shock (Shock Treatment)                                     | Terry Regan                                       |
| 1959 | El mundo en mi bolsillo                                                    |                                                   |
| 1960 | ¿Hay algo mejor que el dinero? (What's Better Than Money?)                 | Jefferson Halliday                                |
| 1960 | Come Easy - Go Easy                                                        | Chet Carson                                       |
| 1961 | Un loto para Miss Quon (A lotus for Miss Quon)                             | Steve Jaffe                                       |
| 1961 | Un ingenuo más (Just Another Sucker)                                       | Harry Barber                                      |
| 1962 | I Would Rather Stay Poor                                                   | Dave Calvin                                       |
| 1962 | Un ataúd desde Hong Kong (A Coffin From Hong Kong)                         | Nelson Ryan                                       |
| 1963 | Una radiante mañana estival (One bright summer morning)                    | Jim Kramer Vic Dermott                            |
| 1963 | Tell It To The Birds                                                       | John Anson                                        |
| 1964 | The Soft Centre                                                            | Valiere Burnette Fuerza policial de Paradise City |
| 1965 | This Is For Real                                                           | Mark Girland                                      |
| 1965 | La caída de un canalla (The Way the Cookie Crumbles)                       | Fuerza policial de Paradise City                  |
| 1966 | Trato hecho (You Have Yourself a Deal)                                     | Mark Girland                                      |
| 1966 | Cade                                                                       | Val Cade                                          |
| 1967 | Have This One On Me                                                        | Mark Girland                                      |
| 1967 | Y ahora, querida... (Well Now - My Pretty)                                 | Fuerza policial de Paradise City                  |
| 1968 | La oreja en el suelo (An Ear To The Ground)                                |                                                   |
| 1968 | Presuntamente violento (Believed Violent)                                  |                                                   |
| 1969 | El olor del dinero (The Whiff Of Money)                                    | Mark Girland                                      |
| 1969 | El buitre paciente (The Vulture Is A Patient Bird)                         |                                                   |
| 1970 | Un agujero en la cabeza (Like A Hole In The Head)                          | Jay Benson                                        |
| 1970 | There's A Hippie On The Highway                                            | Harry Mitchell                                    |
| 1971 | Si desea seguir viviendo                                                   | Poke Toholo                                       |
| 1971 | An Ace Up My Sleeve                                                        | Helga Rolfe                                       |
| 1972 | Just A Matter Of Time'                                                     |                                                   |
| 1972 | You're Dead Without Money                                                  |                                                   |
| 1973 | Cambio de escena (Have A Change Of Scene)                                  | Larry Carr                                        |
| 1973 | Knock, Knock! Who's There?                                                 | Johnny Bianda                                     |
| 1974 | So What Happens To Me?                                                     | Jack Crane                                        |
| 1974 | Peces sin escondite (Goldfish Have No Hiding Place)                        | Steve Manson                                      |
| 1975 | Believe This - You'll Believe Anything                                     | Clay Burden                                       |
| 1975 | The Joker In The Pack                                                      | Helga Rolfe                                       |
| 1976 | Do Me A Favour, Drop Dead                                                  | Keith Devery                                      |
| 1977 | My Laugh Comes Last                                                        | Larry Lucas                                       |
| 1977 | I Hold The Four Aces                                                       | Helga Rolfe                                       |
| 1978 | Consider Yourself Dead                                                     | Mike Frost                                        |
| 1979 | ¡Debe ser una broma!                                                       | Ken Brandon Fuerza policial de Paradise City      |
| 1979 | A Can Of Worms                                                             | Bart Anderson                                     |
| 1980 | You Can Say That Again                                                     | Jerry Stevens                                     |
| 1980 | Try This One For Size                                                      | Fuerza policial de Paradise City                  |
| 1981 | Hand Me A Fig Leaf                                                         | Dirk Wallace                                      |
| 1982 | Have A Nice Night                                                          |                                                   |
| 1982 | We'll Share A Double Funeral                                               | Perry Weston Chet Logan                           |
| 1983 | Not My Thing                                                               | Ernie Kling                                       |
| 1984 | Pégueles donde les duela                                                   | Dirk Wallace.                                     |